# Боорчу
Боорчу (монг. Боорчи?, ᠪᠣᠭᠣᠷᠴᠤ?; конец XII века — первая половина XIII века) — один из командиров личной гвардии Чингисхана.

## Биография
Боорчу был сыном Наху-баяна из племени арулатов. Он познакомился с Тэмуджином ещё в юношестве: когда у молодого Тэмуджина украли лошадей и он поехал искать конокрадов, то на третий день пути он встретил Боорчу, пасшего лошадей своего отца. Присоединившись к Тэмуджину, он помог ему вернуть украденное.
Когда началось возвышение Тэмуджина, Боорчу стал его первым нукером и был рядом с ним во всех его начинаниях.
В 1199 году Темуджин вместе с Ван-ханом и Джамухой общими силами напали на Буйрук-хана, и он был разбит. По возвращении домой, путь загородил найманский отряд. Бой было решено провести утром, но ночью Ван-хан и Джамуха скрылись, оставив Темуджина одного в надежде, что найманы покончат с ним. Но к утру Темуджин узнал об этом и отступил, не вступая в бой. Найманы же стали преследовать не Темуджина, а Ван-хана. Кереиты вступили в тяжелый бой с найманами, и, в очевидности гибели, Ван-Хан направляет гонцов Темуджину с просьбой о помощи. Темуджин отправил своих нукеров, среди которых отличились в бою Боорчу, Мухали, Борохул и Чилаун. За своё спасение Ван-хан завещал после смерти свой улус Темуджину.
Зимой 1203/1204 годов Тэмуджин создал личную гвардию — кэшик. Она была разделена на четыре отряда, во главе одного из которых был поставлен Боорчу.
Легенда утверждает, что во время Великого курултая 1206 года, когда Тэмуджина провозгласили Чингисханом, и он начал раздавать должности и привилегии своим соратникам, то поначалу он притворно забыл Боорчу. Когда вечером жена Тэмуджина Бортэ упрекнула его за забывчивость, то Тэмуджин сказал, что сделал это, чтобы ввести в заблуждение завистников Боорчу, и что Боорчу всё равно не скажет о хане худого слова. Соглядатаи, посланные к юрте Боорчу, подтвердили, что когда жена Боорчу пожаловалась на ханскую неблагодарность, то муж ответил, что служит хану не за благодарность, и что будет служить, даже если его посадят на хлеб и воду. На следующий день Тэмуджин на курултае объявил, что ставит Боорчу над всеми, и сделал его начальником войска правой руки.
В качестве начальника войска правой руки Боорчу впоследствии участвовал во всех походах Чингисхана. Во время завоевания Хорезма, когда зимой 1220/1221 годов монгольская армия расположилась на зимовку к югу от Самарканда, то Боорчу был послан вместе с сыновьями Чингисхана для захвата Ургенча.

## В культуре
Боорчу стал персонажем романа И. С. Калашникова «Жестокий век» (1978).